# Achnatherum occidentale
Achnatherum occidentale es una especie de planta herbácea perteneciente a la familia de las poáceas. Es nativa de Norteamérica.

## Distribución y hábitat
Es nativa de Norteamérica occidental desde Columbia Británica a California y Colorado, donde crece en muchos tipos de hábitat. 

## Descripción
Es una planta perenne tussok que forma grupos apretados de tallos erectos de hasta aproximadamente 120 centímetros de altura máxima, pero a veces es mucho más corta. Las hojas pilosas tienen menos de un milímetro de ancho y pueden tener bordes laminados. La inflorescencia es de hasta 30 centímetros de largo, con cada espiguilla cabelluda teniendo una arista de hasta 4 o 5 centímetros de largo. La arista está doblada dos veces.

## Taxonomía
Achnatherum occidentale fue descrita por (Thurb.) Barkworth y publicado en Phytologia 74(1): 10. 1993.
Sinonimia
- Achnatherum nelsonii subsp. longiaristatum (Barkworth & J.R.Maze) Barkworth
- Stipa occidentalis Thurb. ex S.Watson
- Achnatherum occidentale subsp. californicum
- Achnatherum occidentale subsp. pubescens (Vasey) Barkworth
- Stipa californica Merr. & Burtt Davy
- Stipa columbiana Macoun
- Stipa elmeri Piper & Brodie
- Stipa minor (Vasey) Scribn.
- Stipa nelsonii var. longiaristata Barkworth & J.R.Maze
- Stipa occidentalis var. californica (Merr. & Burtt Davy) C.L.Hitchc.
- Stipa occidentalis var. minor (Vasey) C.L.Hitchc.
- Stipa occidentalis var. pubescens (Vasey) J.R.Maze, Roy L.Taylor & MacBryde
- Stipa oregonensis Scribn.
- Stipa stricta Vasey
- Stipa stricta var. sparsiflora Vasey
- Stipa viridula var. minor Vasey
- Stipa viridula var. pubescens Vasey[2][3]